# Belno (gmina Zagnańsk)
Belno – wieś w Polsce położona w województwie świętokrzyskim, w powiecie kieleckim, w gminie Zagnańsk.
W latach 1975–1998 miejscowość należała administracyjnie do województwa kieleckiego.
W miejscowości działa Warsztat Terapii Zajęciowej dla osób niepełnosprawnych utworzony przez Stowarzyszenie Braterskie Serca. W 2025 r. są dwa sklepy spożywcze i paczkomat.

## Historia
Według noty Słownika geograficznego Królestwa Polskiego z roku 1880, Belno była wsią poduchowną w ówczesnej gminie Samsonów, parafii Zagnańsk. Spis miast, wsi, osad Królestwa Polskiego z roku 1827 pokazał tu 19 domów i 116 mieszkańców.
W 1929 r. wieś zamieszkiwały 504 osoby. Był tu jeden sklep spożywczy.